# Mezoscaf
Mezoscaf (gr. mesos - mediu, scaphe - barcă), este un submersibil de explorare submarină la adâncime medie.

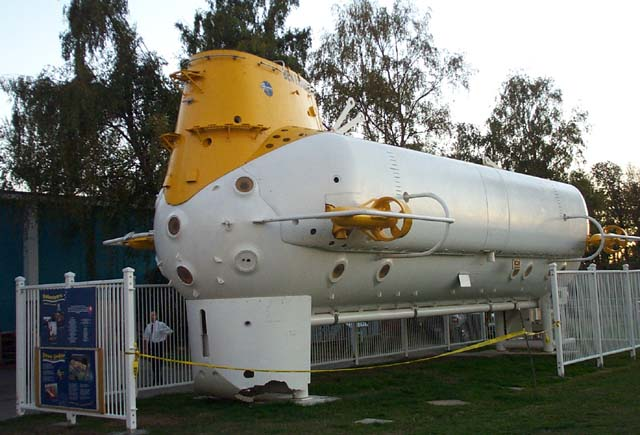
Mezoscaful Ben Franklin

Cel mai cunoscut mezoscaf a fost Ben Franklin.

Mezoscaful Ben Franklin a fost construit în Elveția între 1966 și 1968 sub conducerea lui Jacques Piccard și Grumman Aircraft Engineering Corporation. A fost conceput special pentru a studia apele din Curentul Golfului la adâncimi de 200 ... 600 m.
La 14 iulie 1969, Ben Franklin a început misiunea de 30 de zile plutind în derivă în Curentul Golfului și, după parcurgerea a 2700 km, aparatele sofisticate cu care era dotat au înregistrat o cantitate impresionantă de date, care au fost analizate în laboratoarele NASA ale companiei Grumman și US Navy.
În anul 1971, Ben Franklin se lovește de un recif de corali și eșuează, iar după recuperare este cumpărat de un om de afaceri din Vancouver, Canada.
Din anul 1999, mezoscaful se află la muzeul maritim din Vancouver.

## Date tehnice
- Deplasament : 130 tone
- Lungime :14,8 metri
- Înălțime : 6 metri
- Adâncime operațională : 600 metri
- Adâncime maximă: 1200 metri
- Viteză de coborâre : 4 noduri
- Autonomie : 6 săptămâni pentru 6 oameni
- Încărcătura maximă : 5 tone
- Putere motor : 756 kW
- Hublouri : 29